# Physalaemus caete
Physalaemus caete är en groddjursart som beskrevs av Pombal och Madureira 1997. Physalaemus caete ingår i släktet Physalaemus och familjen Leiuperidae. IUCN kategoriserar arten globalt som otillräckligt studerad. Inga underarter finns listade i Catalogue of Life.